# Julia Onken
Julia Onken (* 1. Mai 1942 in Münsterlingen) ist eine Schweizer Buchautorin, Feministin und Gründerin des Frauenseminars Bodensee in Romanshorn.

## Leben
Julia Onken machte zunächst eine Lehre als Papeteristin und arbeitete dann als Einkäuferin in einer Papierwarenhandlung. Als ihre zweite Tochter in den Kindergarten kam, begann sie ein Studium an der Akademie für Angewandte Psychologie in Zürich und bildete sich in personenzentrierter Gesprächspsychotherapie und analytischer Paartherapie weiter. Nach Abschluss arbeitete sie im Strafvollzug und in der Bewährungshilfe, als Dozentin in der Erwachsenenbildung und eröffnete eine eigene psychotherapeutische Praxis. Nach ihrer Scheidung gründete sie 1987 das Frauenseminar Bodensee (FSB). 1998 gründete sie den Verein «Bildungsfonds für Frauen», den sie seither als Präsidentin führt. Seit 1987 ist sie als Schriftstellerin tätig, ihre Sachbücher und Ratgeber liegen auch in zahlreichen Übersetzungen vor. Auch ihre Tochter Maya Onken ist Schriftstellerin.

## Werke (Auswahl)
- Feuerzeichenfrau. Ein Bericht über die Wechseljahre. Beck (BsR 352), München 1988, ISBN 3-406-45996-X
- Geliehenes Glück. Ein Bericht über den Liebesalltag. Beck (BsR 455), München 1990, ISBN 3-406-45972-2
- Vatermänner. Ein Bericht über die Vater-Tochter-Beziehung und ihren Einfluss auf die Partnerschaft. Beck (BsR 1037), München 1993, ISBN 3-406-45992-7
- Spiegelbilder. Männertypen: wie Frauen sie durchschauen und sich dabei selbst erkennen. Bertelsmann, München 1995; Goldmann, München 1997, ISBN 3-442-12741-6
- Die Kirschen in Nachbars Garten. Von den Ursachen fürs Fremdgehen und den Bedingungen fürs Daheimbleiben. Bertelsmann, München 1997; Goldmann, München 1999, ISBN 3-442-15026-4
- Herrin im eigenen Haus. Weshalb Frauen ihr Selbstbewusstsein verlieren und wie sie es wieder zurückgewinnen. Bertelsmann, München 2000; Goldmann, München 2002, ISBN 3-442-15133-3
- Wenn du mich wirklich liebst. Die häufigsten Beziehungsfallen und wie wir sie vermeiden. Beck (BsR 1415), München 2001, ISBN 3-406-45955-2
- Altweibersommer. Ein Bericht über die Zeit nach den Wechseljahren. Beck (BsR 1468), München 2002, ISBN 3-406-47608-2
- Eigentlich ist alles schief gelaufen. Mein Weg zum Glück. Beck (BsR 1601), München 2005, ISBN 3-406-51108-2
- Hilfe, ich bin eine emanzipierte Mutter. Ein Streitgespräch zwischen Mutter und Tochter (mit Maya Onken). Beck (BsR 1710), München 2006, ISBN 3-406-54151-8
- Am Tag der weißen Chrysanthemen. Ein Bericht über Liebe und Eifersucht. Beck (BsR 1740), München 2007, ISBN 978-3-406-54758-4
- Liebes-Pingpong. Das Beziehungsspiel von Mann und Frau (mit Mathias Jung). Kösel, München 2007, ISBN 978-3-466-30762-3; Goldmann, München 2010, ISBN 978-3-442-17204-7
- Rabentöchter. Weshalb ich meine Mutter trotzdem liebe. Beck (BsR 1970), München 2011, ISBN 978-3-406-61338-8
- Mit dem Herzen der Löwin. Warum Frauen ihr Selbstbewusstsein verlieren und wie sie es zurückgewinnen. Beck, August 2018, ISBN 978-3-406-72745-0